# Rossäl
Rossäl (Ommatophoca rossii) tillhör familjen öronlösa sälar och lever i havet runt Antarktis. Djuret har fått sitt namn från Rosshavet som är en del av Antarktiska oceanen och från den brittiska sjöfararen James Clark Ross. Arten är den enda i släktet Ommatophoca.

## Utseende
Jämfört med andra antarktiska sälarter är rossälen liten. Kroppslängden varierar för hannar mellan 170 och 210 cm och deras vikt ligger mellan 130 och 215 kg. Honorna är större, med en längd mellan 195 och 235 cm,  men är ibland lättare. Honornas vikt ligger mellan 160 och 205 kg. Nyfödda ungar är 105 till 120 cm långa och väger omkring 27 kg. Arten har större ögon (diametern är 7 cm). Pälsen är på ovansidan mörkbrun och silvervit på buken.
Vid fenorna har sälen korta klor som underlättar när den rör sig på isen.

## Utbredning
Rossälar lever på kanten av isflaken som går runt Antarktis. Vandrande exemplar når subantarktiska öar som Sydsandwichöarna, Sydorkneyöarna, Falklandsöarna, Kerguelen samt Heard- och McDonaldsöarna.

## Ekologi
I motsats till weddellsälen, krabbätarsälen och sjöleoparden är denna sälart sällsynt och mindre utforskad. Djuret gör inga vandringar till andra kuster. Rossälen föredrar troligen regioner med tät packis men vistas även i på mindre isflak. Individerna lever allmänt ensam eller sällan i små grupper. Födan består av fiskar och blötdjur med bläckfisk som huvudmaträtt (2/3 delar). Största fiender i djurriket är späckhuggaren och sjöleoparden. I vattnet och på isen gör rossälar kvittrande ljud men meningen med detta är oklar.
Honorna uppsöker vanligen under november istäcket för att föda sina ungar från förra parningstiden. Ungen väger omkring 17 kg och är cirka en meter lång. Färgsättningen är lika som hos vuxna individer. Efter cirka fyra veckor slutar honan med digivning och parar sig sedan på nytt. Det befruktade ägget vilar ungefär 2 till 3 månader och den egentliga dräktigheten varar omkring 11 månader. Unga honor parar sig vanligen under tredje levnadsåret för första gången och hannar blir efter 3 till 4 år könsmogna.
Den äldsta kända individen var 21 år gammal.

## Rossälen och människor
Arten upptäcktes först 1840 som sista av alla kända sälarter. Fram till mitten av 1900-talet hittades endast ett femtiotal individer. Rossälen var inte ämne för någon kommersiell jakt.
Valpsjukan som troligen överfördes från slädhundar till sälar registrerades hos andra antarktiska sälar. Det är inte känt om även rossälar blev drabbade. Hur klimatförändringar påverkar sälen är inte heller utredd. Populationens storlek är inte känd men uppskattningar varierar mellan 20 000 och 230 000 individer. IUCN listar rossälen på grund av det stora utbredningsområdet som livskraftig (LC).